# 小日向流季
小日向 流季（こひなた るき、2001年9月6日 - ）は、日本の俳優である。新潟県出身。

## 略歴
家族でドラマを見るのが好きで、ドラマを見ていたところ、表舞台でキラキラしている姿がかっこいいなと思い、研音のオーディションに応募し合格し所属。

## 人物
- 趣味：釣り [1]
- 特技：バドミントン、水泳 [1]

## 出演

### テレビドラマ
- ラーメン大好き小泉さん 二代目！（2020年3月27日、フジテレビ） - クラスメート 役
- 家政夫のミタゾノ 第4シリーズ最終回（8話）（2020年7月24日、テレビ朝日）- 佐藤宏 役
- ここは今から倫理です。（2021年1月16日 - 3月13日、NHK総合）
- 禍話（2021年7月11日、朝日放送テレビ） - 下村雄二 役[3][4]

### ウェブドラマ
- 「私の卒業」プロジェクト こじらせ女子からの卒業（2021年2月19日、YouTube）- 五十嵐翔 役[5][注 1]

### 映画
- 弱虫ペダル（2020年8月14日公開、松竹）- 川田拓也 役
- ブレイブ 群青戦記（2021年3月12日、東宝）
- 99.9-刑事専門弁護士-THE MOVIE（2021年12月30日、松竹）

### その他
- 乃木坂46与田祐希個人PV「ヨダユキ」 (乃木坂46 27枚目シングル「ごめんねFingers crossed」（2021年6月9日発売）Type-Bに収録)